# Viento dile a la lluvia (canción)
«Viento dile a la lluvia», creado por Litto Nebbia e interpretado por la banda argentina Los Gatos, es una canción de rock argentino que fue lanzada como sencillo en 1968, y luego fue incluido como tema del álbum del mismo nombre, lanzado ese año. Fue uno de los grandes éxitos de Los Gatos, probablemente el más importante luego de «La balsa».
El sencillo (RCA Vik 31Z-1259) contiene «Viento dile a la lluvia», en el Lado A, y «Déjame Buscar felicidad», en el Lado B. Las ventas del sencillo superaron las 200.000 unidades vendidas.[cita requerida]

## Letra
La letra es simple pero muy efectiva: el cantante le pide al viento que interceda ante la lluvia, para pedirle que se detenga, para que él pueda volar.
La canción consta de dos estrofas. En la primera el cantante dice que "hace más de una semana, que estoy en mi nido, sin poder volar". En la segunda, aclara que está con su compañera.
Casi cuarenta años después de realizada, Litto Nebbia realizó la siguiente reflexión sobre la canción:

"Viento dile a la lluvia". Una armonía simple, pero en esa época, muy pocos sabían los acordes de paso que llevaba. La melodía es una cosa muy fuerte, de ésas que pueden perdurar cien años. Sumá estos detalles. Era la primera vez que una canción en ritmo lento llega a ser un hit representativo para la juventud, y también la primera vez que para referirnos a la libertad se habla metafóricamente a través de una historia fabulesca de un pajarito y la lluvia...
Litto Nebbia.

## Música
Musicalmente el tema es una balada orquestal compleja de inspiración soul (muy de moda por aquellos años) y temática romántica. El teclado imprime sobre los arreglos clásicos un toque del rock experimental y psicodélico que comenzaba a caracterizar a la banda.
Se trata de una melodía sin estribillo, en dos partes, sostenida por suaves armonías del órgano sobre una base repetida de la secuencia Do mayor-Fa mayor séptima (Fmaj7) de gran estabilidad, que se rompe para subir mediante acordes de paso -una innovación en el rock argentino- a La mayor e iniciar una nueva secuencia abundante en disonancias: Re menor-fa menor-Do mayor-La menor-Re menor, antes de volver a la base Do mayor-Fa mayor séptima (Fmaj7). El canto está realizado con cámara de eco.

## Versión de 1976
En 1976 el cantante italiano Domenico Modugno grabó una versión en italiano, titulada "Il passero", que fue incluida en el álbum L'anniversario.